# Псевдоболеїт
Псевдоболеї́т (англ. pseudoboleite; нім. Pseudoboleit m) — мінерал, водний гідроксид-хлорид свинцю і міді ланцюжкової будови.
Від псевдо… і назви мінералу болеїту (A.Lacroix, 1895).

## Загальний опис
Хімічна формула:
- - За Є. Лазаренком: Pb5Cu4Cl10(OH)8•2H2O.
  - За «Fleischer's Glossary» (2004): Pb31Cu24Cl62(OH)48.

Склад у %: Pb — 55,10; Cu — 16,89; Cl — 18,86; O — 3,40; H2O — 5,75.
Сингонія тетрагональна.
Зустрічається в паралельних зростаннях з болеїтом.
Спайність по (001) і (101) досконала.
Густина 4,85.
Твердість 2,5-3,0.
Колір індигово-синій. Напівпрозорий.
На площинах спайності перламутровий полиск.
Знайдений з болеїтом і куменгеїтом у родовищі Болео поблизу міста Санта-Росалія, штат Баха-Каліфорнія, Мексика.